# Cordillera (tỉnh Chile)
Tỉnh Cordillera (tiếng Tây Ban Nha: Provincia de Cordillera) là một tỉnh của Chile. Tỉnh có diện tích 5528.3 km2, dân số theo điều tra năm 2002 là 522856 người. Tỉnh lỵ đóng ở Puente Alto. Tỉnh có 3 khu tự quản.